# Viliam Vanák
Viliam Vanák (Presburgo, 6 agosto 1915 – Bratislava, 18 aprile 2001) è stato un calciatore slovacco, di ruolo portiere.